# Apicultura în județul Vaslui
Filiala vasluiană a Asociației Crescătorilor de Albine in 2017 avea 500 de membri,cu aproximativ 29000 de familii de albine.